# Ташка, Марко
Марко Ташка (итал. Marco Tasca; род. 9 июня 1957, Сант-Анджело-ди-Пьове-ди-Сакко, Италия) — итальянский прелат, конвентуал. Генеральный министр ордена младших братьев-конвентуалов с 26 мая 2007 по 25 мая 2019. Архиепископ Генуи с 8 мая 2020.